# Acer taiton-montanum
Acer taiton-montanum é uma espécie de árvore do gênero Acer, pertencente à família Aceraceae.